# Igor Krutoj
Igor Jakovlevitj Krutoj (ryska: И́горь Я́ковлевич Круто́й), född 29 juli 1954 i Gajvoron, Kirovohrad oblast, Ukrainska SSR, Sovjetunionen, är en rysk kompositör, sångare och musikproducent. Han utsågs 1996 till Folkets artist i Ryssland.

## Biografi

### Privatliv
Igor Krutoj tog examen med högsta betyg från Kirovhrads musikskola 1974. Han kom dock inte in vid musikkonservatoriet i Kiev, eftersom han misslyckades i en obligatorisk kurs om kommunistpartiets historia. I stället började han undervisa i musik vid skolor på landsbygden. 1979 tog han en examen i dirigering vid Nicholas musikpedgogiska institut. 

### Karriär
Under studierna hade han spelat på restauranger och mött sångaren Alexander Serov (född 1954) som också börjat skriva sånger. Serov vann 1986 och 1987 tävlingar med sångerna Вдохновение (Inspiration) och Судьбе назло skrivna av Krutoj. Serovs största hit Madonna (1987) skrevs av Krutoj och Rimma Kazakova (1932–2008). 1988 vann Krutoj Leninskij Komsomol-priset (премии Ленинского комсомола).
Sedan dess har Krutojs sånger framförts av Sovjetunionens och Rysslands mest kända artister: Alla Pugatjova, Irina Allegrova, Valerij Leontjev, Laima Vaikule, Kristina Orbakaite, Sofia Rotaru och många andra. Tillsammans med dem har Igor Krutoj turnerat inte bara i Ryssland, utan även i USA och andra länder. Han har också komponerat musik till fyra filmer och gett ut ett album med instrumental pianomusik. Han har också fortsatt som producent och konstnärlig ledare vid skivbolaget ARS. Han står som kompositör för över 300 melodier.
Tillsammans med lettiske kompositören Raimonds Pauls grundade han 2002 popmusikfestivalen New Wave, som årligen hålls i badorten Jurmala i Lettland.